# Адзигасава
Адзига́сава (яп. 鰺ヶ沢町 Адзигасава-мати) — посёлок в Японии, находящийся в уезде Нисицугару префектуры Аомори. Площадь посёлка составляет 342,99 км², население — 11 094 человека (1 августа 2014), плотность населения — 32,34 чел./км².

## Географическое положение
Посёлок расположен на острове Хонсю в префектуре Аомори региона Тохоку. С ним граничат города Хиросаки, Цугару, посёлки Фукаура, Хаппо, Фудзисато и село Нисимея.

## Население
Население посёлка составляет 11 094 человека (1 августа 2014), а плотность — 32,34 чел./км². Изменение численности населения с 1980 по 2005 годы:
| 1980 | 17 402 чел. |  |
| 1985 | 16 381 чел. |  |
| 1990 | 14 899 чел. |  |
| 1995 | 14 077 чел. |  |
| 2000 | 13 551 чел. |  |
| 2005 | 12 662 чел. |  |

## Символика
Деревом посёлка считается Zelkova serrata, цветком — Rosa rugosa, птицей — Cettia diphone.